# Гауї-ін-те-Гіллс (Флорида)
Гауї-ін-те-Гіллс (англ. Howey-in-the-Hills) — місто (англ. town) в США, в окрузі Лейк штату Флорида. Населення — 1643 особи (2020).

## Географія
Гауї-ін-те-Гіллс розташоване за координатами 28°42′37″ пн. ш. 81°46′42″ зх. д. / 28.71028° пн. ш. 81.77833° зх. д. (28.710333, -81.778319).  За даними Бюро перепису населення США в 2010 році місто мало площу 8,10 км², з яких 6,89 км² — суходіл та 1,21 км² — водойми. В 2017 році площа становила 9,54 км², з яких 8,18 км² — суходіл та 1,36 км² — водойми.

## Демографія
Згідно з переписом 2010 року, у місті мешкало 1098 осіб у 482 домогосподарствах у складі 335 родин. Густота населення становила 136 осіб/км².  Було 585 помешкань (72/км²).
Расовий склад населення:
| - 96,3 % — білих - 1,3 % — чорних або афроамериканців - 0,5 % — азіатів |

До двох чи більше рас належало 1,2 %. Частка іспаномовних становила 5,6 % від усіх жителів.
За віковим діапазоном населення розподілялося таким чином: 16,8 % — особи молодші 18 років, 60,4 % — особи у віці 18—64 років, 22,8 % — особи у віці 65 років та старші. Медіана віку мешканця становила 49,4 року. На 100 осіб жіночої статі у місті припадало 96,8 чоловіків;  на 100 жінок у віці від 18 років та старших — 95,9 чоловіків також старших 18 років.
Середній дохід на одне домашнє господарство  становив 76 785 доларів США (медіана — 63 021), а середній дохід на одну сім'ю — 90 060 доларів (медіана — 78 200). Медіана доходів становила 50 000 доларів для чоловіків та 42 083 долари для жінок. За межею бідності перебувало 1,9 % осіб, у тому числі 0,0 % дітей у віці до 18 років та 3,1 % осіб у віці 65 років та старших.
Цивільне працевлаштоване населення становило 587 осіб. Основні галузі зайнятості: освіта, охорона здоров'я та соціальна допомога — 16,7 %, публічна адміністрація — 16,4 %, роздрібна торгівля — 14,0 %.